# برگ‌پهن‌ها
برگ‌پهن‌ها (نام علمی: Griselinia) نام یک سرده از خانواده برگ‌پهنان (Griseliniaceae) است.